# Huisspiraalspin
De huisspiraalspin (Oecobius navus) is een spin uit de familie der spiraalspinnen (Oecobiidae). Het is het enige lid van deze familie die in Nederland voorkomt.
Mannetjes en vrouwtjes worden beiden ongeveer 2 tot 2,5 millimeter groot. Deze spin wordt ook wel aangeduid als Oecobius annulipes, maar in werkelijkheid is dit een andere soort die endemisch is in Algerije.
De huisspiraalspin is een kosmopoliet. Het web is cirkelvormig met een aantal buisachtige uitsteeksels. Bij verstoring of als ze een prooi aanvallen, zijn ze zeer snel. De spin leeft alleen in huizen en schuren.